# Tift County
Tift County är ett administrativt område i delstaten Georgia, USA, med 40 118 invånare. Den administrativa huvudorten (county seat) är Tifton. 

## Geografi
Enligt United States Census Bureau så har countyt en total area på 696 km². 686 km² av den arean är land och 10 km² är vatten.

### Angränsande countyn
- Irwin County - nordost
- Berrien County - sydost
- Cook County - syd
- Colquitt County - sydväst
- Worth County - väst
- Turner County - nord-nordväst